# Miquel I de Portugal
Miquel I de Portugal (portuguès: Miguel I)  (Lisboa, 26 d'octubre de 1802 - Esselbach, 14 de novembre de 1866), dit l'Usurpador o el Tradicionalista, fou infant de Portugal, regent del Regne (1827-1828) i rei de Portugal (1828-1834).

## Família
- Maria Assumpció de Bragança (1831-1910).
- Maria de Jesús de Bragança (1834-n/d).

Fill del rei Joan VI de Portugal i la seva esposa Carlota Joaquima d'Espanya. Fou germà petit de Pere I del Brasil i IV de Portugal i era net per línia materna del també rei Carles IV d'Espanya. Es casà a Kleinheubach (Alemanya) el 24 de setembre de 1851 amb la princesa Adelaida de Löwenstein-Wertheim-Rosenberg. D'aquesta unió nasqueren:
- Maria de les Neus de Bragança (1852-1941), casada el 1871 amb l'infant Alfons de Borbó
- Miquel de Bragança (1853-1927). Es casà en primeres núpcies amb la princesa Elisabet de Thurn und Taxis i en segones núpcies amb la princesa Maria Teresa de Löwenstein-Wertheim-Rosenberg.
- Maria Teresa de Bragança (1855-1944), casada el 1873 amb l'arxiduc Carles Lluís d'Àustria
- Maria Josepa de Bragança (1857-1943), casada el 1874 amb el duc Carles Teodor de Baviera.
- Aldegundes de Bragança (1858-1956), casada el 1876 amb Enric de Borbó-Parma, comte de Bardi.
- Maria Anna de Bragança (1861-1942), casada el 1893 amb el Gran duc Guillem IV de Luxemburg.
- Maria Antónia de Bragança (1862-1959), casada el 1884 amb Robert I de Parma

## Usurpació del tron
Miquel era un admirador del règim de Metternich a Àustria i un fervorós conservador. Va liderar dues revolucions contra el seu pare a la dècada de 1820, guanyant-se una sentència que el va portar a l'exili. En 1826 es va prometre amb la seva neboda, la infanta Maria II de Portugal. Aquesta per la seva minoria d'edat el va nomenar regent el 3 de juliol de 1827, per acabar usurpant-li el tron el 23 de juny de 1828, abolint la Constitució establerta pel seu germà Pere IV. Les Corts Portugueses van acabar nomenant-lo rei l'11 d'agost del mateix any.
Miquel va intentar aconseguir ajuda internacional pel seu règim, però el govern del duc de Wellington al Regne Unit va ser destituït el 1830, just abans que concedissin el reconeixement oficial a Miquel com a monarca. El 1831, el seu germà Pere I va abdicar del tron del Brasil i va partir vers el continent europeu per ajudar a la seva filla a recuperar el tron en virtut del seu nomenament vitalici de Regent del Regne i duc de Bragança. Així, va ocupar les illes Açores d'on va llançar diversos atacs navals contra Portugal. Després de tres anys de Guerra Civil, Miquel I es va veure obligat a abdicar el 26 de maig de 1834 en la Capitulació d'Évora Monte i fou expulsat del Regne. Miquel de Portugal a partir de 1851 visqué a Alemanya, on va morir.